# Tumbalalá
I Tumbalalá sono un gruppo etnico del Brasile che nel 2001 consisteva di circa 180 famiglie. Parlano la lingua portoghese e sono principalmente di fede animista.
Vivono a nord dello stato brasiliano di Bahia, nei pressi del fiume São Francisco.
Nel 2001 furono inclusi dalla Fundação Nacional do Índio nell'elenco dei gruppi assistiti e protetti dal governo brasiliano.